# سالي القاضي
سالي القاضي (30 أغسطس 1986  -)، مذيعة وممثلة مصرية تعيش في الكويت.

## عن حياتها
ولدت في الكويت، بدأت تقديم برنامج «رايكم شباب» على قناة الراي بعام 2004 إلى أنها اتجهت إلى التمثيل وشاركت في اللهجة الكويتية في مسلسل زمن مريان. واستمرت بعدها في تقديم اعمالها الفنية في السينما أو التلفاز. تخرجت بعام 2010 من «الجامعة الأميركية».

## أعمالها

### البرامج
- رايكم شباب.
- مهرجان هلا فبراير.
- كامير مش خفية - برنامج مقالب.

### في السينما
| سنه الإنتاج | الفيلم     | بمشاركة                                                  |
| ----------- | ---------- | -------------------------------------------------------- |
| 2011        | هالو كايرو | طارق العلي، حسن حسني، علاء مرسي، محمد العجيمي، أحمد بدير |

### في المسرح
| سنه الإنتاج | المسرحية  | بمشاركة                           |
| ----------- | --------- | --------------------------------- |
| 2010        | بيت أبونا | علي جمعة، زهرة عرفات، سمير القلاف |

### في التلفزيون
| سنه الإنتاج | اسم المسلسل      | بمشاركة |
| ----------- | ---------------- | --- |
| 2010        | زمن مريان        | طارق العلي، جمال الردهان، محمد العجيمي، هند البلوشي                                                               |
| 2012        | بين الماضي والحب | شهد الياسين، حمد العماني، ملاك، إبراهيم الحربي، جاسم النبهان                                                      |
| 2012        | خوات دنيا        | سعاد عبد الله، سليمان الياسين، حسين المنصور، من مصر مها أبو عوف، من الأردن عبير عيسى، عبير أحمد، إبراهيم الزدجالي |
| 2012        | بو دروش          | عبدالناصر درويش، محمد جابر، ياسة، من البحرين علي الغرير                                                           |
| 2013        | في غمضة عين      | أنغام، داليا البحيري، محمد الشقنقيري، فادية عبد الغني                                                             |
| 2013        | فض اشتباك        | أحمد صفوت، إيناس كامل، طارق عبد العزيز، إيهاب فهمي، سناء يوسف                                                     |
| 2013        | البيت بيت أبونا  | حياة الفهد، سعاد عبد الله، ملاك، مرام                                                                             |
| 2014        | ريحانة           | حياة الفهد، عبير أحمد، عبدالله السيف، عبد المحسن النمر                                                            |
| 2017        | عفاريت عدلي علام | عادل إمام، هالة صدقي                                                                                              |
| 2017        | إقبال يوم أقبلت  | هدى حسين، انتصار الشراح، صلاح الملا، منى شداد، صمود، أوس الشطي، علي الحسيني                                       |
| 2019        | أنا عندي نص      | سعاد عبدالله، سليمان الياسين، هدى الخطيب، شجون الهاجري، إبراهيم الحساوي، فاطمة الصفي                              |

## روابط خارجية
- سالي القاضي على موقع الدهليز
- سالي القاضي على موقع قاعدة بيانات الأفلام العربية